# Mjältsjuka
Mjältsjuka är ett traditionellt folkligt namn på svår depression eller melankoli. Namnet har sitt ursprung i humoralpatologins uppfattning om mjälten (grekiska splen, latin lien) som säte för den "svarta gallan". En för stor produktion av svart galla i mjälten ledde till depression. Humoralpatologin, eller fyrsaftsläran, har definitivt övergivits av västerländsk medicin sedan omkring mitten av 1800-talet. 